# Jean Chappe d'Auteroche
Jean-Baptiste Chappe d'Auteroche (Mauriac, Cantal, Francia; 23 de marzo de 1722 – San José del Cabo, Baja California, México; 1 de agosto de 1769) fue un astrónomo francés, que adquirió notoriedad por sus observaciones del tránsito de Venus en 1761 y 1769.

## Primeros años
Poco se sabe de los primeros años de Chappe. Nació en una familia noble de la región Auvernia, en el centro de Francia. Se ordenó sacerdote, probablemente como jesuita, y se dedicó al estudio de la astronomía. Fue nombrado asistente del astrónomo del Observatorio de París y admitido en la Academia de Ciencias de Francia el 14 de enero de 1759.

## Distancia de la Tierra al Sol
A mediados del siglo XVIII, se tenía un razonable conocimiento y comprensión de la dinámica del sistema solar, pero los astrónomos solo tenían una idea aproximada sobre su escala. Si se pudiera medir la distancia entre dos planetas, se podrían calcular todas las otras distancias utilizando las leyes de Kepler sobre el movimiento planetario. El mejor candidato para realizar una medición precisa era la distancia entre la Tierra y Venus, que se podía calcular a partir de observaciones de los tránsitos de Venus, cuando Venus pasa directamente entre la Tierra y el Sol, y se observa como un punto negro que atraviesa el disco solar.
Sin embargo los tránsitos de Venus son fenómenos que no ocurren con frecuencia. Antes de 1761, el tránsito anterior tuvo lugar en 1639; después de 1769, el próximo tránsito sería en 1874. La importancia de la medición dio lugar a un esfuerzo internacional sin precedentes para obtener tantas mediciones como fuera posible desde distintas ubicaciones a lo largo del mundo, desde lugares tan distantes entre sí como fuera posible. A pesar de que estaba aconteciendo la Guerra de los Siete Años, a los astrónomos se les otorgaron cartas de introducción y salvoconductos para permitirles alcanzar sus puntos de observación y llevar a cabo sus observaciones bajo la coordinación de varias sociedades científicas.

## Tránsito de Venus de 1761

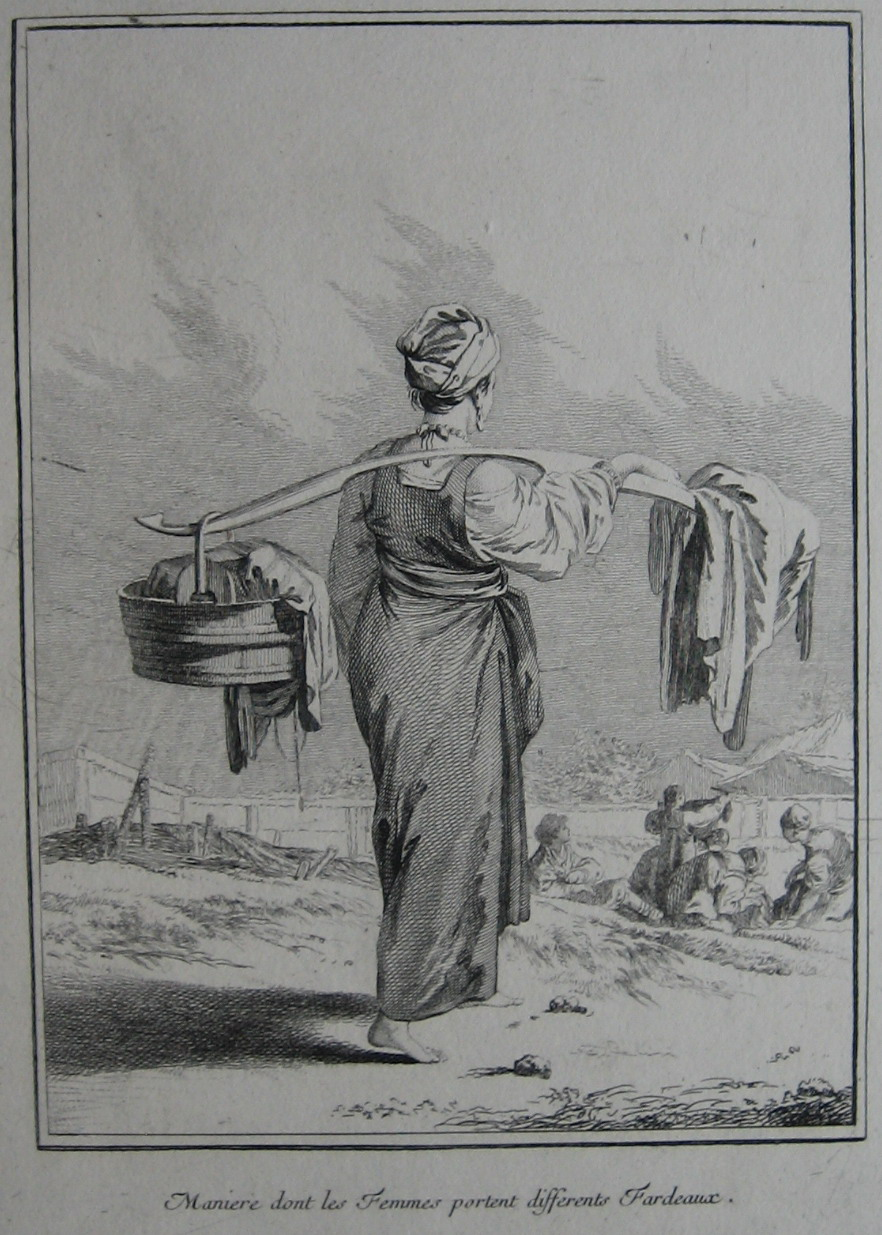
Una de las ilustraciones del libro de Chappe Voyage en Sibérie, grabado de una campesina rusa por Jean-Baptiste Le Prince.

Chappe fue elegido para viajar a Tobolsk en Siberia para observar el tránsito de Venus que debía ocurrir el 6 de junio de 1761. El viaje fue arduo y Chappe llegó a Tobolsk con poco margen de tiempo, aunque sin embargo pudo observar el eclipse lunar del 18 de mayo, que le permitió calcular la longitud de Tobolsk. Las inundaciones de primavera de los ríos Tobol y Irtysh fueron especialmente grandes ese año, y algunos de los campesinos de la zona le echaban la culpa a los extranjeros con sus extraños aparatos que estaban "molestando al Sol": Chappe debió ser protegido por una fila de cosacos armados mientras realizaba sus observaciones. Afortunadamente las condiciones climáticas fueron excelentes, y Chappe pudo observar el tránsito completo. Publicó sus resultados en San Petersburgo (Mémoire du passage de Vénus sur le soleil, avec des observations sur l'astronomie et la déclinaison de la boussole faites à Tobolsk, en Sibérie), regresando a continuación a Francia en 1763.
En 1768 Chappe publicó un relato de su viaje a través de Rusia (Voyage en Sibérie fait en 1761 (avec la description du Kamtschatka, trad. du russe de Khracheninnikow)) en 1768. La descripción que hace del país no es halagüeña, y pronto aparece en circulación un panfleto anónimo (Antidote ou Réfutation du mauvais livre superbement imprimé intitulé : Voyage en Sibérie, etc.) cuya autoría a menudo ha sido atribuida a la mismísima Catalina la Grande (aunque es más probable que el Conde Andrey Petrovich Shuvalov hubiera sido el polemista).

## Medición de la longitud
El problema de la medición de la longitud había estado durante más de un siglo en el centro de la investigación astronómica, y los cronómetros marinos requeridos para determinar la longitud eran cada vez más precisos. Chappe y el físico Henri-Louis Duhamel du Monceau (1700–82) fueron seleccionados para probar uno de estos cronómetros, construido por el fabricante de relojes suizo Ferdinand Berthoud (1727–1807) a bordo de la corbeta L'Hirondelle en 1764.

## Tránsito de Venus en 1769
Para el tránsito de Venus del 3 de junio de 1769, el destino de Chappe fue la misión en San José del Cabo en el extremo de la península de Baja California, en México. El viaje y las observaciones no fueron dignas de mayores comentarios. Sin embargo, cuando la expedición estaba preparando su regreso, se produjo un brote posiblemente de fiebre amarilla en la zona. Chappe se quedó para atender a los enfermos, pero se infectó y falleció el 1 de agosto. Solo un miembro de la expedición pudo regresar con vida a París llevando las notas y observaciones de Chappe. El relato de Chappe de su viaje (Voyage en Californie, pour l'observation du passage de Vénus sur le disque du soleil) fue publicado en forma póstuma por su colega César Cassini de Thury. El manuscrito, preservado en la Biblioteca del Observatorio de París, está disponible en línea.

## Reconocimientos
- El cráter lunar Chappe lleva este nombre en su honor.